# Scenopinus sigaloeis
Scenopinus sigaloeis är en tvåvingeart som beskrevs av Kelsey 1981. Scenopinus sigaloeis ingår i släktet Scenopinus och familjen fönsterflugor.
Artens utbredningsområde är Israel. Inga underarter finns listade i Catalogue of Life.